# Рыбница (судно)

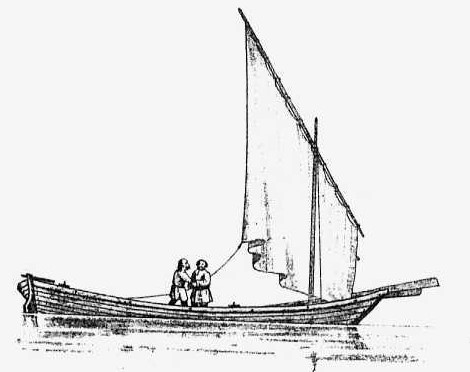
Изображение рыбницы из книги чертежей и рисунков, составленных П. А. Богославским к книге о купеческом судостроении в России

Рыбница — рыболовное судно относительно больших размеров, обычно палубное, встречающееся в Каспийском море. Имеет длину от 11 до 20 м и грузоподъемность от 15 до 60 т.
Во время Гражданской войны в России суда этого типа использовались как военные корабли как белогвардейцами — в составе так называемой «Экспедиции особого назначения» под командованием капитана 1-го ранга Константина Карловича Шуберта, так и Красной армией — в частности для постановки мин и перевозок нефтепродуктов из Баку.